# Morris Lane
Morris Lane (* um 1920; † 30. Mai 1967 in Gary) war ein US-amerikanischer Jazzmusiker (Tenorsaxophon).

## Leben und Wirken
Lane arbeitete ab Mitte der 1940er-Jahre in der Bebop-Szene u. a. mit Fats Navarro/Gil Fuller’s Modernists, mit denen er 1946 aufnahm. In dieser Zeit spielte er auch mit den Be Bop Boys und in den Orchestern von Mercer Ellington, Lionel Hampton, Curley Hamner und Earl Hines and His Orchestra. 1947 nahm er erstmals unter eigenem Namen (Morris Lane and His Orchestra) mehrere Titel für das lokale Label Lenox auf; 1948 folgte eine Session für Savoy Records („You Go to My Head“). 1951/52 nahm er weitere Jazz- und R&B-Nummern für Robin („Bobby’s Boogie“),  Apollo, Brunswick (mit Bill Doggett, Leroy Kirkland, Aaron Bell, Rudy Traylor), Coral („It Ain’t Necessarily So“/„Stairway to the Stars“) und für Scooter auf, letztere mit Billy Taylor, Curly Russell und Art Blakey („Poinciana“). In den frühen 1950er-Jahren arbeitete er noch mit Roy Eldridge, Charlie Singleton und Mary Lou Williams („Down Beat“). Im Bereich des Jazz war er zwischen 1946 und 1954 an 42 Aufnahmesessions beteiligt, zuletzt mit Earl Hines and His Esquire All Stars (Gene Redd, Dicky Wells, Carl Pruitt und Eddie Burns), mit denen er im Club Hangover, San Francisco auftrat.

## Diskographische Hinweise
- Morris Lane, Eddie Lockjaw Davis: Hot Jazz (Remington Records, 1953)[2]